# Enzo Siciliano
Enzo Siciliano (Roma, 27 de maio de 1934 — Roma, 9 de junho de 2006) foi um escritor e crítico literário italiano.
De família siciliana, licenciou-se em Filosofia, tendo sua formação foi marcada pelos grandes protagonistas da cultura do século XX: de Debenedetti a Moravia, de Pasolini a Bassani e Bertolucci. Antes de sua estreia literária e da atividade crítica, foi professor e também funcionário da televisão estatal italiana (RAI), instituição da qual foi presidente entre 1996 e 1997.

## Obras

### Romances e contos
- Racconti ambigui (Feltrinelli, 1963)
- La coppia (Feltrinelli, 1966)
- Dietro di me (Garzanti, 1971)
- Rosa pazza (e disperata) (Garzanti, 1973; Mondadori 1994)
- La notte matrigna (Rizzoli, 1975; Mondadori 1997)
- La principessa e l'antiquario (Rizzoli, 1980)
- La voce di Otello (Mondadori, 1982)
- Diamante (Mondadori, 1984)
- Cuore e fantasmi (Mondadori, 1990)
- Il bagno della regina (Mondadori, 1991)
- Romanzo e destini]] (Theoria, 1992)
- Carta blu]] (Mondadori, 1992)
- Campo de' fiori  (Rizzoli, 1993)
- Mia madre amava il mare (Rizzoli, 1994)
- I bei momenti (Mondadori, 1997, premio Strega)
- Non entrare nel campo degli orfani (Mondadori, 2002)
- Il risveglio della bionda sirena (Mondadori, 2004)
- La vita obliqua (Mondadori, 2007, pubblicato postumo)

### Teatro
- La tragedia spagnola, redesenhado por Thomas Kyd com Dacia Maraini (Feltrinelli, 1966)
- Jacopone
- La casa scoppiata (Mondadori, 1986)
- La vittima  (Mondadori, 1987)
- Singoli  (Gremese, 1988)
- Atlantico (Gremese, 1991)
- Morte di Galeazzo Ciano (Einaudi, 1998)
- Tournée (póstumo, editado por Andrea Caterini, Edizioni Stilos, 2010)

### Ensaios
- Prima della poesia (Vallecchi, 1965)
- Autobiografia letteraria (Garzanti, 1970)
- Puccini  (Rizzoli, 1976)
- Vita di Pasolini (Rizzoli, 1978; Giunti, 1995; Mondadori 2005)
- Alberto Moravia: vita, parole, idee di un romanziere (Longanesi 1971; Bompiani, 1982)
- La bohème del mare: dieci anni di letteratura 1972-82 (Mondadori, 1983)
- Letteratura italiana  (tre volumi, Mondadori)
  - 1: Da Francesco d'Assisi a Ludovico Ariosto (1986)
  - 2: Da Niccolò Machiavelli a Giambattista Vico (1987)
  - 3: Da Carlo Goldoni a Giovanni Verga (1988)
- Ma tu che libri hai letto? (Gremese, 1991)
- Diario italiano 1991-1996 (Mondadori, 1997)
- Diario italiano 1997-2006 (Perrone, 2008, póstumo, editado por Andrea Caterini)
- Cinema & film: cronaca di un amore contrastato (Rizzoli, 1999)
- Carta per musica: diario di una passione, da Mozart a Philip Glass (Mondadori, 2004)
- Racconti italiani del Novecento (antologia em 3 tomos em «I Meridiani» Mondadori, 1983-2001)

### Coletâneas
- Opere scelte, editado por Raffaele Manica, «I Meridiani» Mondadori, 2011